# Flugplatz Templin/Groß Dölln

i7
i11
i13

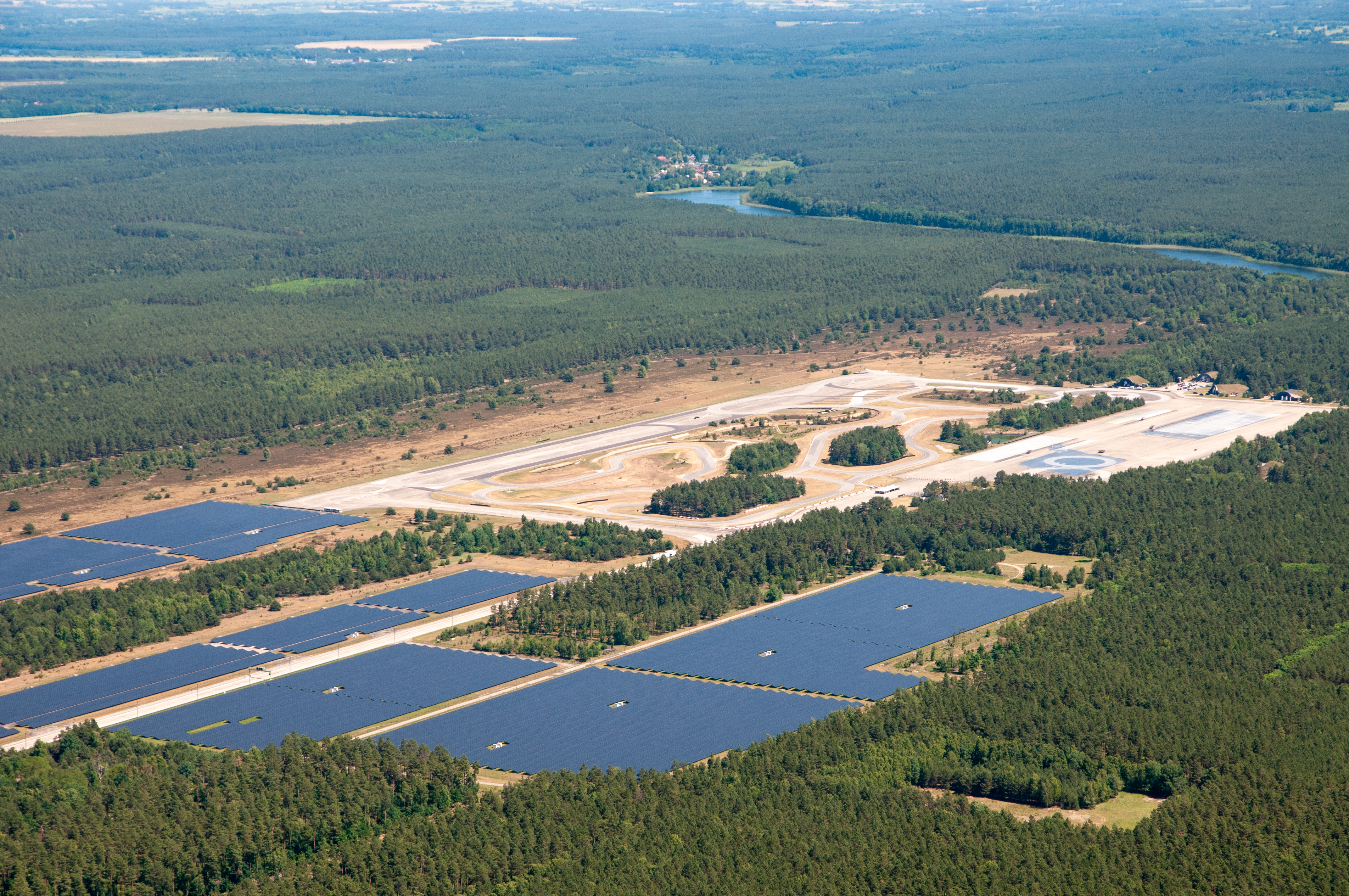
Zustand 2018

Der Flugplatz Templin/Groß Dölln (ICAO-Code: EDUT) war ein Sonderlandeplatz im Landkreis Uckermark in Brandenburg. Betreiber war die Flugplatz Verwaltungsgesellschaft Groß Dölln AG. Zur Zeit seiner militärischen Nutzung von 1955 bis 1994 durch die sowjetischen Luftstreitkräfte war Templin der größte Militärflugplatz auf dem Gebiet der DDR.
Der Flugplatz ist seit dem 8. März 2012 geschlossen.

## Lage
Der Flugplatz liegt 10 km (5,4 NM) südlich der Stadt Templin, 4,5 km (2,4 NM) nördlich der Ortschaft Groß Dölln.

## Geschichte

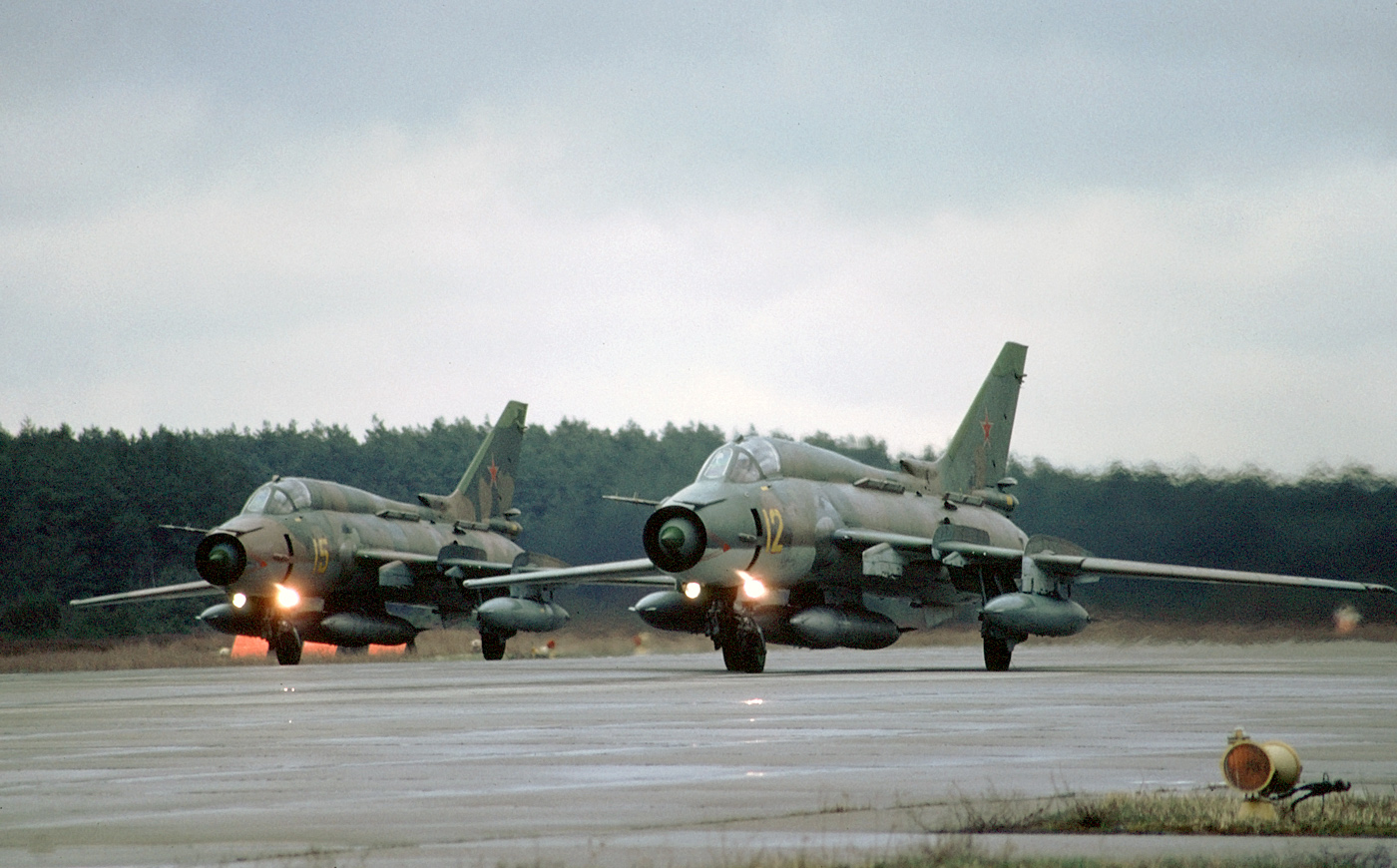
Zwei Su-17 des 20. Gw APIB beim Start in Templin (1994)

Der Flugplatz Templin wurde ab Herbst 1952 errichtet, die Kernbauphase dauerte von 1953 bis 1954 und wurde durch deutsche Arbeitskräfte durchgeführt. Dazu entstanden ebenfalls völlig neu die architektonisch auffällige Kaserne mit angeschlossener Wohnzone und davon räumlich getrennten Flugbetriebsflächen. Dort wurden in Deutschland einmalige Wohngebäude errichtet, zweigeschossige Wohngebäude in Holzbauweise auf gemauerten Kellergeschossen. Der Abriss dieser Gebäude erfolgte in den neunziger Jahren bzw. 2012.
Die erste Belegung erfolgte vom April bis September 1955 durch Il-28-Frontbomber. Von 1956 bis 1970 waren in Templin Jagdfliegerkräfte des 787. Jagdfliegerregiments mit MiG-17/19/21 und Jak-25, von 1970 bis 1994 Jagdbomberfliegerkräfte des 20. Garde-Jagdbombenfliegerregiments (MiG-15/17, Su-7/17 und Schulflugzeuge L-29) und ab 1969 auch Hubschrauberfliegerkräfte (Mi-2/8/9/24) der GSSD dauerhaft stationiert. Für die sowjetischen Jagdbomber soll in Templin ein mit Atomwaffen bestücktes „Sonderlager“ zum Einsatz gegen Ziele in Westdeutschland existiert haben. Andere Lager waren auf den Flugplätzen Lärz, Brand, Finsterwalde und Großenhain angelegt. In unregelmäßigen Abständen waren in Templin kurzzeitig auch strategische Bomber vom Typ Tu-16, Tu-22 und Tu-22M sowie Transporter An-12 und An-22 stationiert. Von 1985 bis 1986 lag in Templin das 787. Jagdfliegerregiment, ausgerüstet mit MiG-23 und MiG-25. Ab 1971 diente der Flugplatz als Zubringerflughafen zum Austausch der sowjetischen Armeeangehörigen in der DDR. Er wurde deshalb turnusmäßig im Mai und November des Jahres von Passagierflugzeugen der Aeroflot (Il-18/62/76, Tu-104/114/154) angeflogen. Die LSK der NVA erhielten über den Flugplatz ihre MiG-21-Jagdflugzeuge zugeteilt, die vom Herstellerwerk hierher überführt wurden.
Der Flugplatz wurde 1987/1988 weiträumig ausgebaut, so entstanden drei neue Vorstartlinien für bis zu 24 Flugzeuge und eine große, mit unterirdisch verlegten Strom- und Kraftstoffleitungen versorgte Stellfläche für den Betrieb von bis zu 48 Flugzeugen. Im Juni 1994 erfolgten im Zuge des Abzugs der sowjetischen Streitkräfte die letzten Transportflüge und die Übergabe des Platzes an die deutschen Behörden. Danach scheiterte die Umwandlung in einen Frachtflughafen. Es folgte eine Phase partieller Nutzungen, die durch mehrjährige (z. B. Bauschuttrecyclingunternehmen), kurzlebige (z. B. Dragster-Rennstrecke) oder in der Planung steckengebliebene (z. B. Holzhausbau-Anbieter oder Cargolifter-Station) Nutzungen geprägt war.

## Derzeitige Nutzung

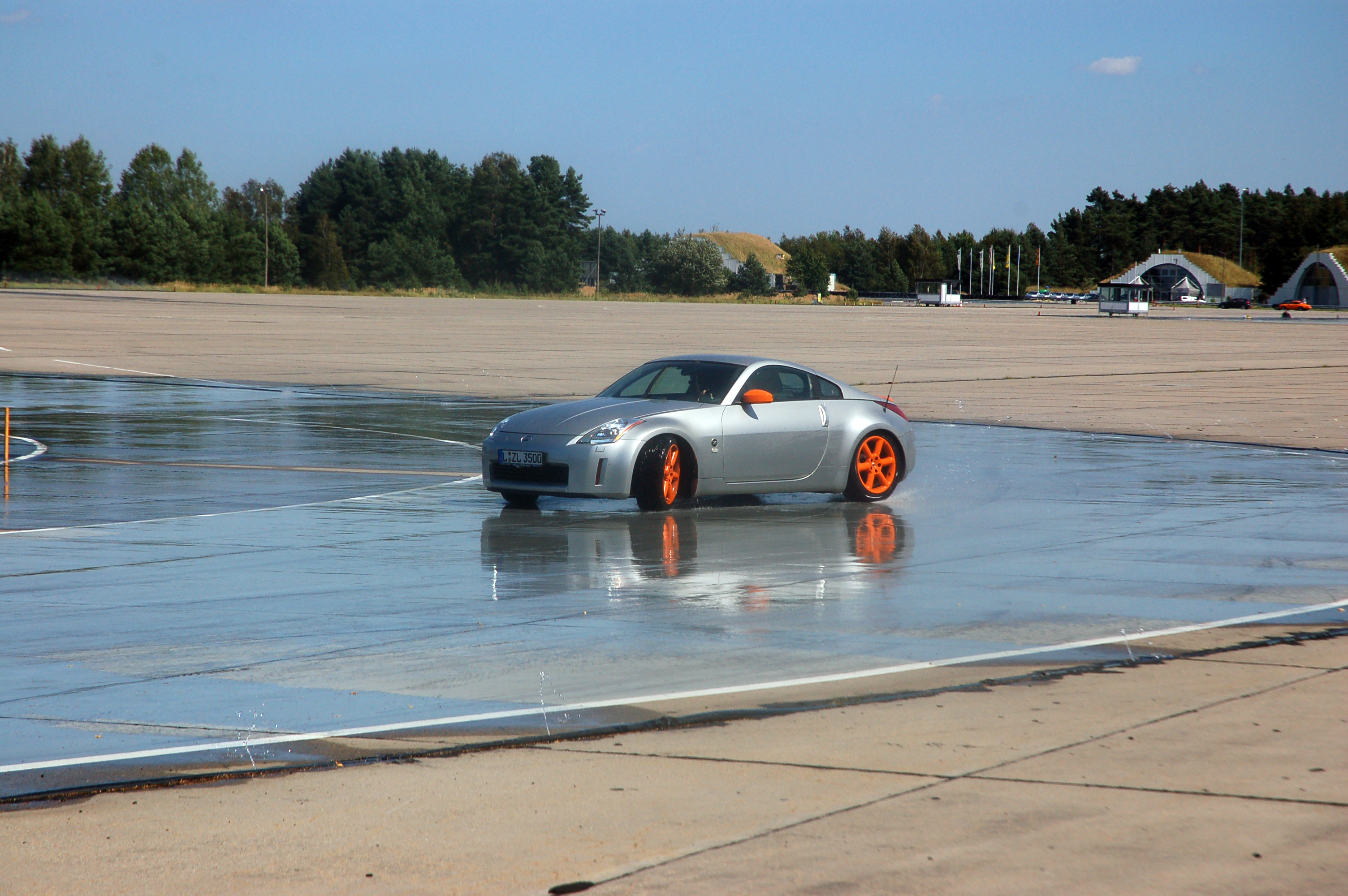
Autotestgelände auf dem Flugplatzgelände

Auf dem Gelände befindet sich die Driving Center Groß Dölln GmbH, die etwa 113 Hektar der vormaligen Flugbetriebsflächen nutzt. Im Driving Center werden Fahrsicherheitstrainings für Privatpersonen und Firmen veranstaltet, teils auf speziellen Fahrbahnbelägen, die bei Bedarf bewässert werden können, um so einen glatten Untergrund zu erzeugen. Das BKA und die Bundeswehr nutzen teilweise auch diese Möglichkeiten. Verschiedene Pkw-Hersteller nutzen die Anlage zu Test- und/oder Schulungszwecken. Audi, Volkswagen und Mercedes bieten dort ihre jeweiligen Fahrertrainings an. Zurzeit (09/2018) unterhält Siemens auf dem Gelände eine eigene Teststrecke für Tests von alternativen Antrieben für Lkw, insbesondere für elektrisch betriebene Fahrzeuge mit Energiezuführung über eine zweidrähtige Oberleitung (Oberleitungslastkraftwagen).

## Solaranlage Templin/Groß Dölln
Auf 214 Hektar des Flughafengeländes entstand im Zeitraum vom 5. Juni bis 30. September 2012 einer der zur Entstehungszeit größten Solarparks Deutschlands mit 128 MWp. Der Netzanschluss wurde im April 2013 realisiert.

## Flugplatzanlage
Die Start-/Landebahnen hatten folgende Daten:
- Landebahn 1: 089°/269° rwN (09/27), Länge etwa 3 600 m, Breite 80 m,
- Landebahn 2: 014/194° rwN (01/19), Länge etwa 2 500 m, Breite: 60 m
- Belag: Beton

## Zugelassene Luftfahrzeugarten
Der Sonderlandeplatz Templin/Groß Dölln war nach der Wende für Starts und Landungen folgender Luftfahrzeuge zugelassen:
- Flugzeuge bis 5,7 t maximale Abflugmasse (MTOW)
- Motorsegler
- Drehflügler (Startmasse unbegrenzt)
- Sonder- und Werksverkehr bei vorheriger Anmeldung beim Betreiber mit unbegrenzter Abflugmasse (MTOW)